# Freedom (Lied)
Freedom ist ein Lied von Wham! aus dem Jahr 1984, das von George Michael geschrieben und produziert wurde.

## Geschichte
Das Lied wurde nach verschiedenen Angaben im September beziehungsweise am 1. Oktober 1984 veröffentlicht. Es ist auf der Single 5:08 Minuten lang und erschien auf dem Album Make It Big. Auf der B-Seite befindet sich eine Instrumentalversion. Zudem existiert eine 7:14 Minuten lange „Long Version“. Die Albumversion und der Single Remix sind 5:00 beziehungsweise 5:01 Minuten lang.
In Großbritannien war Freedom die zehntbestverkaufte Single des Jahres 1984. Das Lied handelt von turbulenten Erlebnissen in einer destruktiven Beziehung, bei dem ein Partner jemand anderen liebt. Nach Vorbild dieses Songs konzipierte George Michael seinen Hit Faith. In einem Werbespot für Maxell-Compact-Cassetten war das Lied auch hören.
Das Musikvideo wurde bei einer Tour in Peking, China gedreht. Regie führten Lindsay Anderson und Andrew Morahan.

## Kommerzieller Erfolg

### Chartplatzierungen
Freedom erreichte im Vereinigten Königreich die Chartspitze der Singlecharts und wurde nach Wake Me Up Before You Go-Go zum zweiten Nummer-eins-Hit des Duos. Darüber hinaus erreichte die Single Rang eins in  Irland und Norwegen.
| ChartsChartplatzierungen       | Höchstplatzierung | Wochen |
| ------------------------------ | ----------------- | ------ |
| Deutschland (GfK)              | 14 (15 Wo.)       | 15     |
| Österreich (Ö3)                | 23 (4 Wo.)        | 4      |
| Schweiz (IFPI)                 | 5 (12 Wo.)        | 12     |
| Vereinigte Staaten (Billboard) | 3 (18 Wo.)        | 18     |
| Vereinigtes Königreich (OCC)   | 1 (14 Wo.)        | 14     |

### Auszeichnungen für Musikverkäufe
| Land/Region                  | Auszeichnungen für Musikverkäufe (Land/Region, Auszeichnung, Verkäufe) | Verkäufe |
| ---------------------------- | ---------------------------------------------------------------------- | -------- |
| Niederlande (NVPI)           | Gold                                                                   | 75.000   |
| Vereinigtes Königreich (BPI) | Gold                                                                   | 500.000  |
| Insgesamt                    | 2× Gold ·                                                              | 575.000  |

Hauptartikel: Wham!/Auszeichnungen für Musikverkäufe

## Coverversionen
- 1997: The Supernaturals
- 2009: Blue